# Apołłon Pietrow
Apołłon Aleksandrowicz Pietrow (ros. Аполлон Александрович Петров, ur. 1907, zm. 1949 w Moskwie) – radziecki dyplomata.
Członek WKP(b), od 1941 pracownik Ludowego Komisariatu Spraw Zagranicznych ZSRR, 1943 radca Ambasady ZSRR w Chinach, od 1943 zastępca kierownika, później do kwietnia 1945 kierownik Wydziału Prasy Ludowego Komisariatu Spraw Zagranicznych ZSRR. Od 3 kwietnia 1945 do 25 lutego 1948 ambasador nadzwyczajny i pełnomocny ZSRR w Chinach, 1948-1949 ekspert-konsultant Zarządu Archiwalnego Ministerstwa Spraw Zagranicznych ZSRR.